# Will Davison

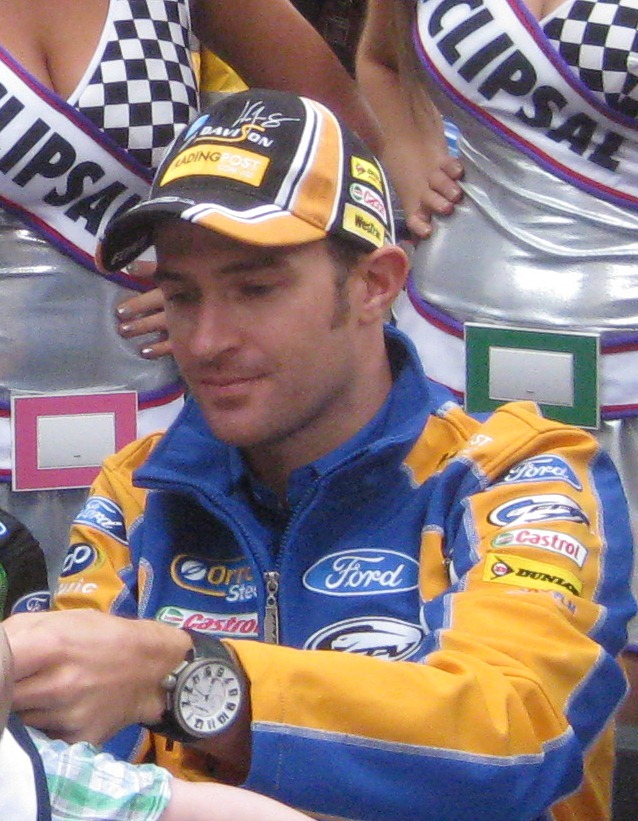
Will Davison

Will Davison (Melbourne, 30 augustus 1982) is een Australisch autocoureur die anno 2010 in de V8 Supercars rijdt. In 2009 won hij samen met Garth Tander de Bathurst 1000.

## Loopbaan
- 2000: Australische Formule Ford kampioenschap, team Van Diemen.
- 2001: Australische Formule Ford kampioenschap, team Sonic Motor Racing Services (kampioen).
- 2002: Formule Renault BARC, team onbekend.
- 2003: Britse Formule 3-kampioenschap, teams Alan Docking Racing en Menu F3 Motorsport.
- 2004: Britse Formule 3-kampioenschap, team Menu F3 Motorsport.
- 2004: V8Supercar Championship Series, team Team Dynamik.
- 2005: V8Supercar Championship Series, teams Team Dynamik en Dick Johnson Racing.
- 2005: HPDC V8Supercar Series, team Dick Johnson Racing.
- 2005-06, team A1 Team Australië (10 races).
- 2006: V8Supercar Championship Series, team Dick Johnson Racing.
- 2007: V8Supercar Championship Series, team Dick Johnson Racing.
- 2007: Australische GT-kampioenschap, team Abcor.
- 2008: V8Supercar Championship Series, team Dick Johnson Racing.
- 2009: V8Supercar Championship Series, team Holden Racing Team (2e in kampioenschap).
- 2012: V8Supercar Championship Series, winnaar Adelaide 500.

## A1GP resultaten
| Jaar    | Inschrijving      | 1       | 2       | 3       | 4       | 5          | 6         | 7          | 8         | 9          | 10         | 11         | 12         | 13        | 14         | 15      | 16      | 17      | 18      | 19      | 20      | 21      | 22      | Rang | Punten |
| ------- | ----------------- | ------- | ------- | ------- | ------- | ---------- | --------- | ---------- | --------- | ---------- | ---------- | ---------- | ---------- | --------- | ---------- | ------- | ------- | ------- | ------- | ------- | ------- | ------- | ------- | ---- | ------ |
| 2005-06 | A1 Team Australië | GBR SPR | GBR FEA | GER SPR | GER FEA | POR SPR NF | POR FEA 6 | AUS SPR 11 | AUS FEA 6 | MAL SPR NF | MAL FEA 11 | UAE SPR 21 | UAE FEA 10 | RSA SPR 9 | RSA FEA NF | IND SPR | IND FEA | MEX SPR | MEX FEA | USA SPR | USA FEA | CHN SPR | CHN FEA | 13   | 51     |